# دیوید واربک
دیوید واربک (انگلیسی: David Warbeck؛ ۱۷ نوامبر ۱۹۴۱ – ۲۳ ژوئیهٔ ۱۹۹۷) یک هنرپیشه اهل نیوزیلند بود.
از فیلم‌ها یا برنامه‌های تلویزیونی که وی در آن نقش داشته است می‌توان به سرت را بدزد، احمق! و لاسیتر اشاره کرد.